# Joana Carneiro
Joana Maria Amaro da Costa Luz Carneiro (Lisboa, 30 de setembro de 1976) é uma maestrina portuguesa.

## Biografia
Joana Carneiro é filha de Roberto Carneiro e de sua mulher Maria do Rosário Carneiro, irmã de Adelino Amaro da Costa.
Enveredou pela música, tendo sido nomeada directora musical da Orquestra Sinfónica de Berkeley, em Janeiro de 2009, sucedendo a Kent Nagano. Anteriormente foi maestrina assistente da Filarmónica de Los Angeles, sob a direcção de Esa-Pekka Salonen, entre 2006 e 2008. Ganhou atenção enquanto finalista do Maazel-Vilar Conductor's Competition, no Carnegie Hall, em 2002. No mesmo ano obteve o Young Musician's Foundation's Award, cujos últimos vencedores incluem, entre outros, André Previn, Michael Tilson Thomas e Lucas Richman. Entre 2005 e 2006 foi maestrina convidada principal na Orquestra Metropolitana de Lisboa, de onde saíu para a Orquestra de Música da Gulbenkian, como maestrina regente convidada, até 2007.
  
Em janeiro de 2010, dirigiu um produção de Peter Sellars de "Rei Édipo" e "Sinfonia de Salmos", de Stravinsky. Em Dezembro do mesmo ano, conduziu a ópera "Paint Me" de Luís Tinoco e Stephen Plaice, com encenação de Rui Horta, na Culturgest, em Lisboa.
Em setembro de 2013, foi anunciada como a nova maestrina portuguesa principal da Orquestra Sinfónica Portuguesa do Teatro Nacional de São Carlos, após 1 janeiro de 2014.
Em fevereiro de 2024, foi designada membro do Conselho de Estado pelo Presidente Marcelo Rebelo de Sousa, em substituição de António Damásio, que renunciou ao cargo.

## Prémios
- Em 8 de março de 2004, foi agraciada pelo Presidente da República Portuguesa com o grau de Comendador da Ordem do Infante D. Henrique.[7]
- Em 2009, recebeu o Prémio Dona Antónia Adelaide Ferreira. [8][9]
- Em 2013, recebeu a distinção Mulheres Criadoras de Cultura, na categoria Música, atribuída pelo Governo Português. [10]
- Em 2025, foi reconhecida com o Prémio As Mulheres Mais Influentes de Portugal,2024.[11]